# 克丽丝廷·克拉克
克丽丝廷·克拉克（英語：Christine Clarke，1960年8月11日—），加拿大女子赛艇运动员。她曾代表加拿大参加1986年英联邦运动会赛艇比赛，获得一枚金牌。她也曾参加1984年夏季奥林匹克运动会。